# Blepharis ferox
Blepharis ferox är en akantusväxtart som beskrevs av P. G. Meyer. Blepharis ferox ingår i släktet Blepharis och familjen akantusväxter. Inga underarter finns listade i Catalogue of Life.